# Долішнє (Моршинська міська громада)
Долі́шнє — село в Україні, у Стрийському районі Львівської області. Населення становило 504 людей. Орган місцевого самоврядування — Моршинська міська рада.

## Історія
Історична дата утворення в 1396 році. Колишня назва — Нинів Долішній до 1900, село Долішнє з 1900.
15 червня 1934 року село передане з Долинського повіту до Стрийського.

## Населення

### Мова
Розподіл населення за рідною мовою за даними перепису 2001 року:
| Мова            | Кількість | Відсоток |
| --------------- | --------- | -------- |
| українська      | 620       | 99.36%   |
| російська       | 3         | 0.48%    |
| інші/не вказали | 1         | 0.16%    |
| Усього          | 225       | 100%     |

## Політика

### Парламентські вибори, 2019
На позачергових парламентських виборах 2019 року у селі функціонувала окрема виборча дільниця № 461455, розташована у приміщенні сільської ради.
Результати
- зареєстровано 428 виборців, явка 65,89%, найбільше голосів віддано за «Європейську Солідарність» — 24,82%, за партію «Голос» — 15,96%, за Всеукраїнське об'єднання «Батьківщина» — 15,60%.[5] В одномандатному окрузі найбільше голосів отримав Андрій Гергерт (Всеукраїнське об'єднання «Свобода») — 25,18%, за Олега Канівця (Громадянська позиція) — 24,46%, за Ірину Карпінську (Українська партія) — 18,71%[6].

## Постаті
- Штинда Микола Миронович (1978—2014) — молодший сержант ЗСУ, учасник російсько-української війни.